# Pedro Francke
Pedro Francke   (Lima, 1 de novembre de 1960) nom abreujat de Pedro Andrés Toribio Topiltzin Francke Ballvé, és un economista i polític peruà que exerceix de ministre d'Economia i Finances del Perú des del 30 de juliol de 2021. Ha assessorat a diversos polítics del Perú i és expert en estudis de pobresa, salut i polítiques socials.

## Trajectòria
Francke va cursar el màster en Economia a la Pontifícia Universitat Catòlica del Perú.
Durant els seus primers anys, va exercir de director del Fons de Cooperació per al Desenvolupament Social (FONCODES), de secretari tècnic a la Comissió Interministerial d'Afers Socials, de president del Sistema Metropolità de Solidaritat (SISOL) i de director general de l'Assegurança Social de Salut del Perú (Essalud) en el govern d'Ollanta Humala. També va exercir funcions al Banc Central de Reserva del Perú i com a economista per al Banc Mundial.
Amb el seu assessorament econòmic als polítics, primerament va ajudar a Verónika Mendoza i el seu partit polític amb les seves ambicions polítiques. Després de l'èxit de Pedro Castillo durant les eleccions generals peruanes del 2021, va començar a ser el principal assessor econòmic de Castillo tres dies abans de la segona volta de les eleccions. Daniel Rico, de RBC Capital Markets, va manifestar que Francke era la tranquil·litat dels temors dels mercats que generava Castillo, definit pels opositors com un polític d'extrema esquerra.
Francke va presentar un full de ruta per a les polítiques d'«economia de mercat popular» de Castillo. Un dels objectius incloïa la creació d'un milió de llocs de treball al Perú en un any mitjançant la reducció dels tipus d'interès, la contractació de treballadors per a programes d'inversió pública i la promoció de la producció i el consum locals. Altres tasques principals eren mantenir un pressupost equilibrat, controlar la inflació, protegir la propietat privada i renegociar els termes amb grans empreses d'extracció de recursos. Francke va dir que Castillo era més similar als líders esquerrans llatinoamericans més exitosos, en comparar-lo amb Lula da Silva i José Mujica, i va distanciar Castillo de polítiques similars a Hugo Chávez, oposant-se a les accions realitzades a Veneçuela com nacionalitzacions, controls de preus, controls de divises i tipus de canvi complexos.
El 30 de juliol de 2021 va ser nomenat ministre d'Economia i Hisenda del Perú pel president Pedro Castillo.